# Џефри Дамер
Џефри Лајонел Дамер (енгл. Jeffrey Lionel Dahmer; Милвоки, 21. мај 1960 — Портиџ, 28. новембар 1994) био је амерички серијски убица и сексуални преступник који је починио убиства и сакаћење седамнаест мушкараца и дечака између 1978. и 1991. године. Многа од његових убистава одликују некрофилија, канибализам и очување делова тела — обично целог или дела скелета.
Иако му је дијагностикован гранични поремећај личности, схизотипални поремећај личности, као и психоза, на суђењу је утврђено да је правно здрав. Осуђен је за петнаест од шеснаест убистава које је починио у Висконсину и 17. фебруара 1992. осуђен је на петнаест казни доживотне робије. Потом је осуђен на шеснаесту казну доживотне робије због још једног убиства почињеног у Охају 1978. године.
Умро је 28. новембра 1994. након што га је пребио Кристофер Скарвер у затвору у Портиџу.

## Детињство и младост
Рођен је 21. маја 1960. године у Милвокију, у Висконсину. Син је Џојс Анет (девојачко Флинт) и Лајонела Херберта Дамера. Преко оца има немачког и велшког порекла, а преко мајке норвешког и ирског. Поједини извори наводе да је био лишен пажње као беба. Међутим, други сугеришу да је имао пажњу оба родитеља, иако је познато да му је мајка била похлепна за пажњом и сажаљењем, те се свађала са својим мужем и њиховим комшијама.

## Жртве
| #   | Име                  | Године | Време смрти         |
| --- | -------------------- | ------ | ------------------- |
| 1.  | Стивен Хикс          | 19     | 6. јун 1978.        |
| 2.  | Стивен Туоми         | 26     | 15. септембар 1987. |
| 3.  | Џејмс Докстатор      | 15     | јануар 1988.        |
| 4.  | Ричард Гереро        | 25     | 24. март 1988.      |
| 5.  | Ентони Сирс          | 24     | 25. март 1989.      |
| 6.  | Еди Смит             | 36     | јун 1990.           |
| 7.  | Рики Бикс            | 27     | јул 1990.           |
| 8.  | Ернест Милер         | 22     | септембар 1990.     |
| 9.  | Дејвид Томас         | 25     | септембар 1990.     |
| 10. | Кертис Слотер        | 19     | фебруар 1991.       |
| 11. | Ерол Линдси          | 19     | април 1991.         |
| 12. | Тони Хјуз            | 31     | 24. мај 1991.       |
| 13. | Конерак Синтасомфоне | 14     | 27. мај 1991.       |
| 14. | Мет Тернер           | 20     | 30. јун 1991.       |
| 15. | Џеремаја Вајнбергер  | 23     | 5. јул 1991.        |
| 16. | Оливер Лејси         | 23     | 12. јул 1991.       |
| 17. | Џозеф Брејдхофт      | 25     | 19. јул 1991.       |